# Šigemaru Takenokoši
Šigemaru Takenokoši (japonsko 竹腰 重丸), japonski nogometaš in trener, 15. februar 1906, Oita, Japonska, † 6. oktober 1980.
Za japonsko reprezentanco je odigral 5 uradnih tekem.